# Город Мусорщиков

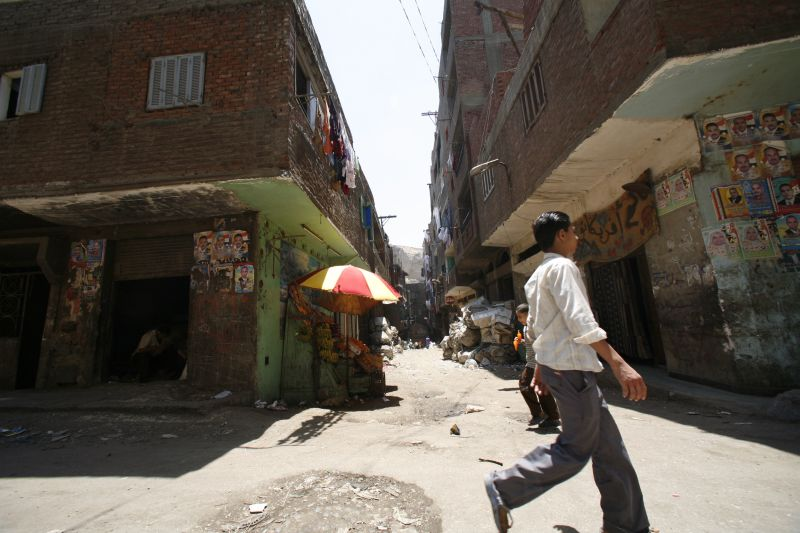
Типичная улица посреди квартала

Маншият-Насир (араб. منشية ناصر‎, Manšīyat Nāṣir), также известный как Город Мусорщиков — христианский коптский квартал на окраине Каира (Египет), население которого занимается сбором мусора по всему городу с целью последующей его переработки и утилизации. Имеет статус марказа Каирской мухафазы.

## История

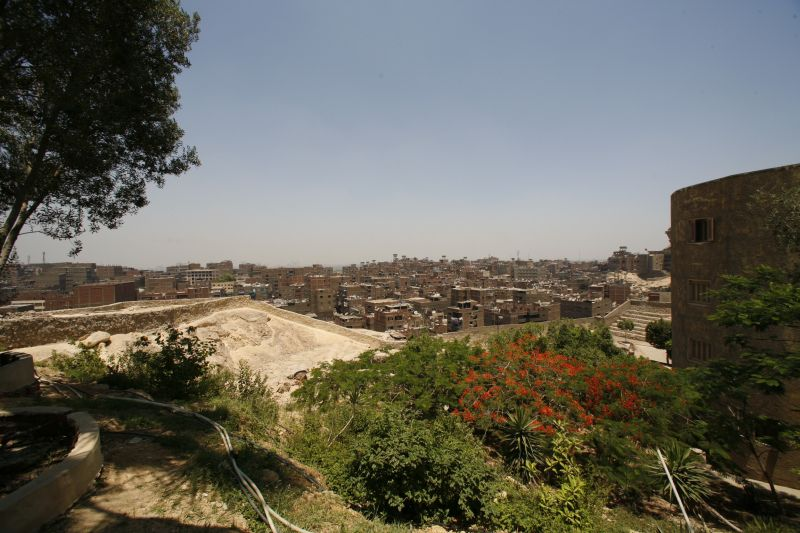
Общий вид квартала сверху

Район появился в 1969 году, когда городская администрация Каира постановила всех сборщиков мусора сконцентрироваться в одном месте около холмов Мокаттам (араб. المقطم‎) на восточной окраине неподалёку от Цитадели Саладина, Каирской Цитадели.

## Население
Квартал населён представителями одного из основных национальных и религиозных меньшинств Египта — коптами. Сбор мусора в городе является их традиционным промыслом на протяжении многих лет.
В квартале есть магазины, кафе и предприятия бытового обслуживания.
По приблизительным оценкам здесь проживает более 40 000 человек.
К 2017 году здесь проживало 250 тысяч человек.

### Заббалины

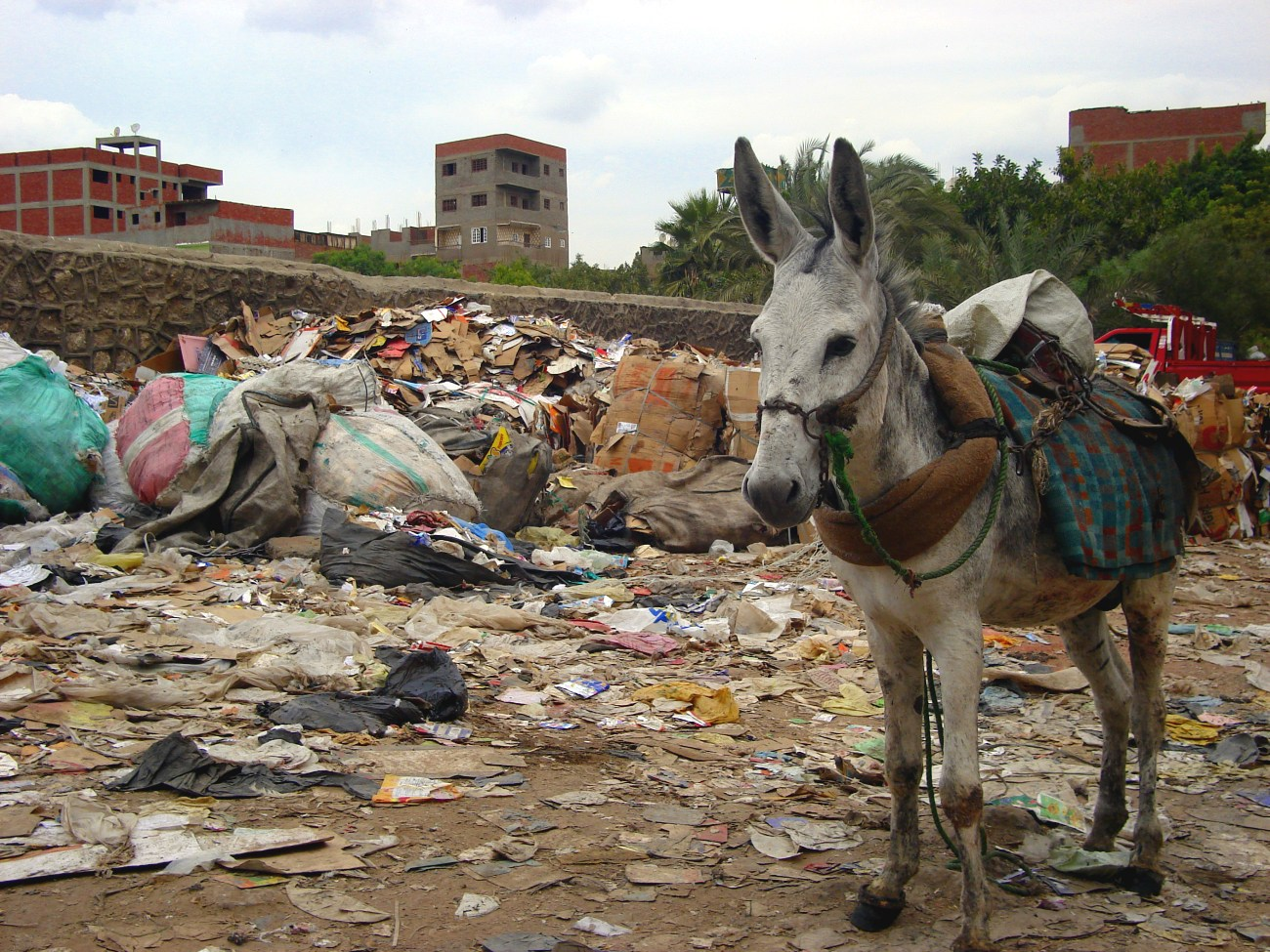
Осёл на холмах Мокаттам, Город Мусорщиков, Каир. Ослы — отличное и неприхотливое средство для транспортировки мусора.

Людей, которые живут сбором мусора, выделяют в Египте в особую социальную группу — заббалинов (араб.  زبالين‎, Zabbaleen).
Сбор, сортировка и переработка мусора является семейным бизнесом и приносит сравнительно хороший, по местным меркам, доход тем, кто в нём занят.
Домовладельцы дают определённую плату сборщикам за вывоз мусора с их территории. Государство никак не регулирует эту деятельность, но и не препятствует ей.
Типичный дом в квартале имеет несколько этажей: на первом расположены большие помещения для сортировки и упаковки мусора, верхние этажи жилые. На крышах многих домов складируются тюки и упаковки отсортированного и готового к вывозу вторсырья. На некоторых домах стоят металлические помосты для сжигания отходов, не поддающихся утилизации.
Пищевые отходы используются как корм для свиней, поэтому мусульмане считают такую деятельность для себя «нечистой».
Эта архаичная система, тем не менее, признаётся одной из самых эффективных в мире — заббалины утилизируют до 85 % собранного мусора.
В результате сортировки и переработки голыми руками мусора, включающего опасные медицинские отходы, использованные шприцы и тому подобное, 42 % заббалинцев больны гепатитами B и C, распространены и другие инфекции, а средняя продолжительность жизни составляет 55 лет. Дети десяти лет и старше участвуют в сортировке мусора наравне со взрослыми.

## Экологическое состояние
Специфическая деятельность основной массы населения квартала порождает устойчивый неприятный запах, который витает повсюду.
Сжигание части отходов на открытом воздухе вносит свой вклад и в загрязнение воздуха в Каире, который считается по этому параметру одним из самых неблагополучных в мире. Однако такое положение вещей является вынужденным компромиссом в условиях этого мегаполиса, так как даже такая примитивная, по современным понятиям, ручная утилизация позволяет поддерживать город в чистоте, что очень важно в условиях жаркого климата.

## Архитектура и достопримечательности

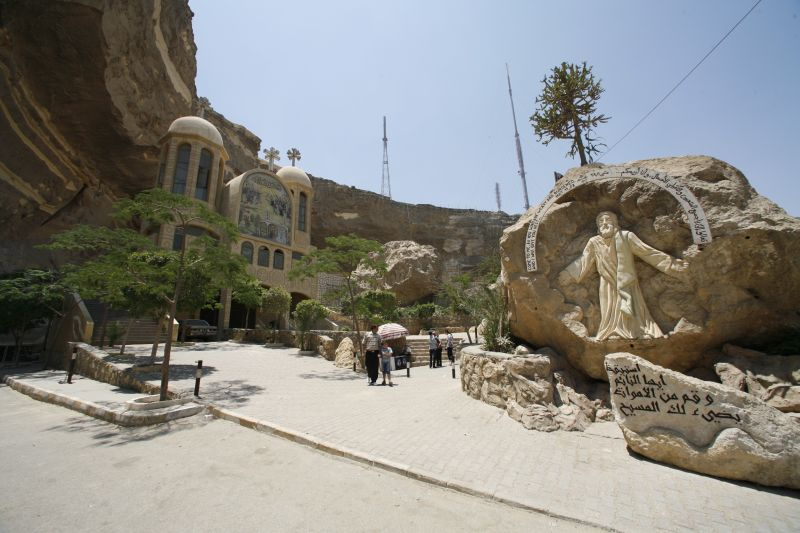
Пещерный храмовый комплекс монастыря Св. Симеона Сапожника в Каире

### Монастырь Святого Симеона Сапожника
В верхней части квартала построен великолепный коптский православный монастырь Святого Симеона Сапожника (араб. سمعان الخراز‎), который состоит из нескольких церквей и часовен, расположенных как в зданиях, так и в пещерах в глубине горы.
На отвесных стенах скальной породы вырезаны и нарисованы сцены на различные евангельские и библейские сюжеты.
Здесь же расположен детский сад, школа и ряд благотворительных христианских учреждений.
Кафедральный собор Св. Девы Марии и Св. Симеона является крупнейшим на Ближнем и Среднем Востоке и может вмещать до двадцати тысяч человек.

### Святой Симеон Сапожник

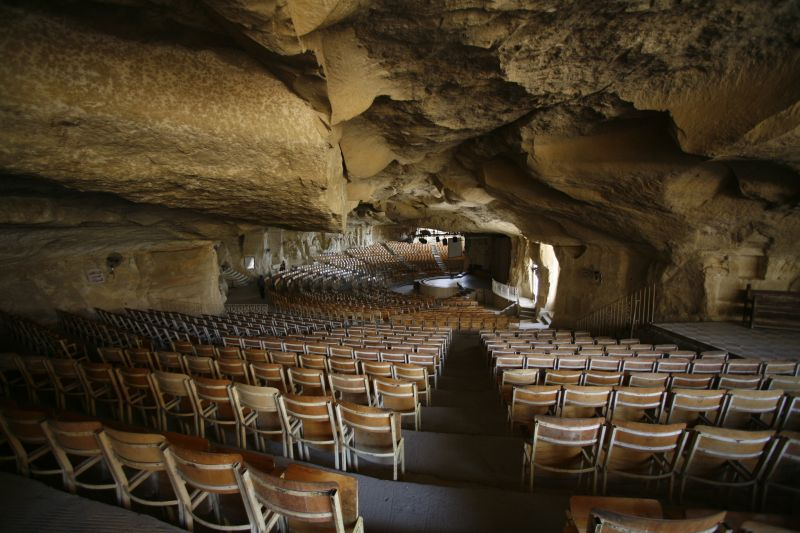
Интерьер Кафедрального собора Св. Девы Марии и Св. Симеона Сапожника в Каире

Почитаемый коптской православной церковью святой (также известен как «кожевенник», «башмачник»), который жил здесь в X веке и прославился тем, что по преданию сдвинул с места гору Мокаттам пред лицом халифа Ал-Муизза (953—975).
В августе 1991 года в одной из церквей старой части Каира во время археологических раскопок были обретены его мощи, которые теперь хранятся в монастыре его имени.